# Zarządzanie konfliktem
Zarządzanie konfliktem polega na aktywnym oddziaływaniu na konflikt, a w szczególności na rozpoznaniu sytuacji przedkonfliktowej i konfliktowej, wyborze i stosowaniu właściwej strategii opanowywania konfliktu oraz stymulowania konstruktywnych form współzawodnictwa.
Zarządzanie konfliktami opiera się na badaniach z zakresu psychologii dotyczących natury konfliktu. W badaniach tych wskazuje się na destrukcyjne i konstruktywne procesy konfliktowe. Do destrukcyjnych skutków konfliktu można zaliczyć: stres, poczucie zagrożenia (dezaprobata społeczna), negatywne emocje, agresja, złość, nienawiść, wycofanie z relacji, pogorszenie relacji i komunikacji, odejścia ludzi z organizacji a także podział, rozbicie, likwidację organizacji. Do pozytywnych skutków konfliktu zalicza się: wzrost energii, wzrost motywacji, wzrost zaufania, poczucie sprawiedliwości, krystalizacja celu, wzrost wiedzy o możliwościach rozwiązań, ujawnienie nieprawidłowości i niesprawności, wyzwalanie współzawodnictwa.
Zarządzanie konfliktami definiuje się również jako metody i umiejętności osób zarządzających, które umożliwiają utrzymywanie konfliktu na określonym (optymalnym dla danego podmiotu i akceptowalnym) poziomie.
Konflikt składa się ze : stron konfliktu, sprzeczności, przedmiotu, czasu trwania, dynamiki i natężenia.
- Wyróżnia się następujące formy zarządzania konfliktami:

1. zapobieganie konfliktom
2. stymulowanie sytuacji współzawodnictwa
3. wyciszanie konfliktów
4. rozwiązywanie konfliktów

- Strategie pasywne wobec konfliktów:

1. inwigilacja
2. perswazja
3. nacisk-zastraszanie
4. satysfakcja zastępcza
5. wykorzystanie sytuacji zagrożenia z zewnątrz
6. separacja

- Strategie aktywne wobec konfliktów

1. strategie eliminacji, typu usunięcie jednej strony lub usunięcie wszystkich stron
2. strategie arbitralnego rozstrzygnięcia
3. strategie oparte na przetargach: rokowania, mediacje
4. koncyliacja
5. arbitraż zewnętrzny

Do zalet strategii pasywnej można zaliczyć niski koszt oraz brak zaangażowania menedżera w konflikt. Jednak tego typu strategie zazwyczaj nie rozwiązują konfliktu, a jedynie go wyciszają, a czasem mogą doprowadzić do eskalacji konfliktu.
Strategie aktywne są najskuteczniejszym sposobem rozwiązywania konfliktów ponieważ dają szanse na trwałe rozwiązanie konfliktu. Niektóre strategie aktywne, jak eliminacja lub arbitralne rozstrzygnięcie, pozwalają na bardzo szybkie rozwiązanie konfliktu. Strategie typu: przetargi, koncyliacja, arbitraż pozwalają uniknąć zaangażowania menedżera w konflikt. Natomiast strategie oparte na eliminacji i arbitralnym rozstrzygnięciu mogą oznaczać konieczność zaangażowania menedżera w konflikt. Do wad strategii przetargu, koncyliacji lub arbitrażu należy zaliczyć długi czas i znaczny koszt.
Przy wyborze strategii opanowania konfliktu należy zwracać uwagę na: wielkość konfliktu oraz zalety i wady strategii. Przy konfliktach angażujących większą liczbę osób powinno się wybierać strategie aktywne.